# ТАРИК
ТАРИК е популярното съкращение на информационната система на Интегрираната тарифа на Европейските общности TARIC - Tarif intégré des Communautés européennes. За интернет потребителите ТАРИК представлява информационна система без обвързваща юридическа стойност, която е създадена, за да показва на търговците, широката публика и властите на държавите, които не са членки на ЕС, различните правила, приложими по отношение на вноса и износа на стоките в/от Европейския съюз.
На търговците в рамките на Европейския съюз, ТАРИК предоставя информация относно възможностите за възстановяване на определени суми при износ на селскостопански стоки извън границите на Общността за трети страни (тази процедура е известна още като „процедура по възстановяване при износ“ или съгласно погрешно възприетия термин, „предоставяне на експортни субсидии“.
ТАРИК включва разпоредбите на Хармонизираната система и на Комбинираната номенклатура, но също така и допълнителна информация относно конкретни аспекти от законодателството на Общността по отношение на автономните мерки за суспендиране на митата, тарифните квоти и тарифни преференции и др.
Тарифни мерки:
- Митата по вноса от трети страни, определени в Комбинираната номенклатура
- Суспендирани мита
- Тарифни квоти
- Тарифни преференции

Селскостопански мерки:
- Селскостопански компоненти

- Допълнителни мита за съдържанието на захар и брашно
- Изравнителни такси
- Възстановявания при износ на основни (непреработени) селскостопански стоки

Търговски мерки:
- Антидъмпингови мерки
- Изравнителни мита

Мерки, свързани с ограничение на движението:
- Забрани по вноса и износа
- Ограничения по вноса и износа
- Количествени ограичения

Мерки за набиране на статистически данни:
- Проследяване на вноса
- Проследяване на износа

## Код по ТАРИК
За да могат да консултират информацията относно вноса на стоки в ЕС, търговците от трети страни трябва да разполагат с десетцифрения ТАРИК код, който се посочва в митническите декларации при самия внос. При липса на подобна информация, системата предоставя възможност за улеснявне на избора на продуктовия код чрез „разлистване“ на стоковата номенклатура.
ТАРИК кодът за внос на една стока в Европейския съюз се формира по следния начин:
- първи и втори знак: посочват главата по Хармонизираната система
- трети и четвърти знак: тарифна позиция по Хармонизираната система
- пети и шести знак: тарифна подпозиция по Хармонизираната система
- седми и осми знак: тарифна подпозиция по Комбинираната номенклатура
- девети и десети знак: подпозиция по ТАРИК
- единадесети – четиринадесети знак: допълнителни кодове по ТАРИК

За целите на възстановяване при износ от страна членка на ЕС, ТАРИК кодът на една стока се формира както следва:
- първи и втори знак: посочват главата по Хармонизираната система
- трети и четвърти знак: тарифна позиция по Хармонизираната система
- пети и шести знак: тарифна подпозиция по Хармонизираната система
- седми и осми знак: тарифна подпозиция по Комбинираната номенклатура
- следните допълнителни кодове: 9+ххх, като последните три цифри се дефинират в Регламента, на чието основание се ползва възстановяването при износ.

## Правно основание
ТАРИК се основава на Регламент на Съвета (ЕИО) № 2658 от 23 юли 1987 г. за тарифната и статистическа номенклатура, както и за Общата митническа тарифа. След присъединяването на Република България към Европейския съюз, информацията от ТАРИК ще бъде на разположение на търговците от ЕС и от трети страни и на български език.